# WINDING ROAD (絢香×コブクロの曲)
『WINDING ROAD』（ワインディング ロード）は、絢香×コブクロの1枚目のシングル。2007年2月28日にワーナーミュージック・ジャパンから発売。

## 解説
同じレコード会社の所属である絢香とコブクロが、フジテレビ系『ミュージックフェア』での共演をきっかけに3人の共作で作られた楽曲。番組収録後に絢香がコブクロの楽屋へ訪問し、近日行なわれる予定だった「ワーナーミュージックジャパン・コンベンションライブ」で「一緒に歌いたい」と言ったところ、小渕が「どうせなら1曲作ろう」という事で作られた曲。最初は曲丸々の作成予定はなくカバーを行う予定だった。また、夜中に絢香が小渕に歌詞の内容をメールする事もあった。
2006年夏のライブで初披露されてから発売が待たれていたシングルである。この曲は日産キューブのCMソングのために設立されたワーナーミュージック・ジャパンの新レーベルであるCUBE LOVES MUSICからの発売となり、本作がレーベル第1弾作品となる。
ジャケット写真には絢香と小渕、黒田の三人の手を重ねたものが使用されている。
オリコン週間ランキングでは初登場2位を記録した。シングルの初動売上で絢香、コブクロ共に初めて10万枚を超えた。半年後も週間オリコンチャートで100位前後を記録した。フル配信（着うたフル＋PC配信）で100万DLを突破する大ヒットとなった。
2007年の『第58回NHK紅白歌合戦』でもこの曲が披露されたが、事前の予告はなされなかった。なおこれにより2008年1月第1週目のオリコンチャートでは、100位圏外から20位台まで順位が上昇している。

## 収録曲
1. WINDING ROAD
2. WINDING ROAD (INSTRUMENTAL)

## 参加ミュージシャン
- 絢香：Vocal, Chorus
- 小渕健太郎：Vocal, Chorus, Acoustic Guitar, Tambourine, Brass Arrangement, Hand Clap
- 黒田俊介：Vocal, Chorus, Hand Clap
- 浜口高知：Electric Guitar
- 草間信一：Piano, Organ
- 桜井正宏：Drums
- 山田裕之：Bass, Brass Programming, Brass Arrangement, Hand Clap
- 岩瀬聡志：Programming

## 収録アルバム
- 「Sing to the Sky」（#1）
- 「ayaka's History 2006-2009」（#1・Disc1）
- 「ALL SINGLES BEST 2」（#1・DISC1）
- 「ALL TIME BEST 1998-2018」（#1・DISC4）
- 「Seasons Selection〜Spring〜」（#1）

## カバー
- 音羽ゆりかご会（2009年発売のコンピレーション・アルバム『手紙・まあるいいのち〜卒業&合唱ソングコレクション〜』に収録）
- つるの剛士（2009年、アルバム『つるのうた』に収録）
- BESTIEM（2018年、カバーアルバム『BEST TIME cover』に収録）

| CUBE LOVES MUSICキューブCMソング |                                |                                              |
| 前作: -                          | 絢香×コブクロ 『WINDING ROAD』 | 次作: ナナムジカ×のだめオーケストラ 『Sora』 |